# Stemma di Fermo
Lo stemma di Fermo è l'emblema del comune di Fermo nelle Marche.

## Blasonatura
"Scudo inquartato con croce d'argento in campo rosso nel primo e quarto e con aquila nera in campo d'oro nel secondo e terzo. Lo scudo è sormontato da un elmo argenteo cimato da corone di perle. Dalla corona si eleva un braccio vestito di rosso, che impugna una palla del medesimo colore la quale sta a significare il distintivo del Mero e Misto Impero […]  In un nastro svolazzante è la legenda araldica FIRMUM FIRMA FIDES ROMANORUM COLONIA che ricorda la fedeltà serbata dagli antichi cittadini verso Roma quando Fermo era colonia latina".

## Storia
L'attuale stemma di Fermo è di origine moderna, databile approssimativamente intorno al XVI secolo. Il primo esemplare di stemma inquartato comparve nella copertina del testo che riporta lo Statuto Fermano del 1589.
Durante l'alto medioevo la città non ebbe presumibilmente nessuno stemma e una prima testimonianza di esso si ha in una moneta del XIV secolo, un "picciolo" coniato dalla zecca cittadina. Da quella data in poi comincerà a comparire nelle monete la tipica croce patente in alto a sinistra all'interno di uno scudo semiovale vuoto, spesso in monete dedicate a san Savino, patrono della città. La croce entrerà sempre di più nell'uso, soprattutto in riferimento alle tradizioni civiche fermane. La vediamo rappresentata in monete del periodo del governo autonomo (1513 -1518), fino all'esperienza della prima Repubblica Romana del 1798. Inoltre quando nel 1586 si decise che nei privilegi rilasciati a Fermo, come i diplomi di laurea, si doveva apporre il sigillo della città, si utilizzò questa croce come stemma cittadino.
Tradizionalmente la croce bianca su sfondo rosso rappresenta un riferimento alle crociate. Lo storico De Minicis, in una lettera al gonfaloniere della città, ridimensionò tuttavia il ruolo di Fermo nella guerra santa ed ipotizzò piuttosto un richiamo alla fedeltà della città per il papa e all'uso comune in molte città italiane di utilizzare questa croce. Tuttavia si deve tenere conto, al contrario di quanto ipotizzato dal De Minicis, che quando questo tipo di croce è presente negli stemmi di altre città, come Pisa, Como o Pavia, costituisce piuttosto un richiamo alla croce ghibellina, risalente a sua volta dalla bandiera imperiale del Sacro Romano Impero.
Un altro simbolo presente nello stemma è l'aquila nera imperiale. Secondo la tradizione, essa venne adottata dalla città quando passò dalla fazione papale a quella ghibellina. Tuttavia essa si trova rappresentata per la prima volta, sempre in una moneta, solo nel XV secolo, su un bolognino del pontificato di Martino V. Si tratta quindi di un simbolo riscoperto successivamente e di cui la città desiderava ornarsi. L'aquila federiciana dovette rappresentare inizialmente solo la fazione ghibellina all'interno della città e non la comunità nel suo complesso, a maggior ragione che essa non fu affatto una città tradizionalmente filoimperiale. Tuttavia il simbolo entrò nella trazione iconografica della città, tant'è che il canonico Michele Catalani nel XVIII la definì come "insegna del popolo".
Lo stemma del comune è richiamato oltre che in quello della provincia di Fermo anche in quello della provincia di Ascoli Piceno. Il motivo sta nel fatto che a quest'ultima provincia fu accorpata quella di Fermo con la riforma Minghetti e il nuovo stemma fuse all'arma del capoluogo gli emblemi araldici di Fermo nel 2° e 3° quarto. Persino dopo la ricostituzione della provincia di Fermo nel 2004 lo stemma ha mantenuto i suoi elementi fermani. Anche il Porto di Fermo, quando ottenne l'autonomia amministrativa nel 1870, mantenne la croce fermana come stemma e tuttora esso figura nel gonfalone cittadino.
La mano che stringe una palla simboleggia il Mero et mixto imperio concesso alla città da Gregorio IX nel 1229.